# 魚津弁
魚津弁（うおづべん）は、富山県魚津市を中心とした地域で話されている日本語の方言の一つ。魚津弁の中でも地域によっては全く通じないものもあるため、総称して記す。

## 概要
シラビーム方言に類似した特徴が聞かれる。母音の無声音も起こる。
アマチュアミュージシャンのいかっぴによって、魚津に関する事を魚津弁で歌った「魚津弁ラップ」が歌われる。
市内では「うぉづ」「うぉーづ」「うおづ」というイントネーションで発音される。
一方、標準語では「うおづ」と発音される。「うおづ」とは言わない。

## 魚津弁を使用した作品
アニメ
「グレートハント」（The BERICH）
テレビドラマ
NHK連続テレビ小説「凛凛と」

## 魚津弁の例文
特徴として、富山弁などの特徴である「の（するの）」が「が（するが）」になるが、それが更に鈍ることで「すら」や「すら"ぁん"」になる。
※特有の発音は日本語表現が難しい為、例えば「ぁ」と「ん」の中間音は「"ぁん"」と表記する。この場合は「あ」と「ん」の中間の口の開きで「あ」と「ん」の中間的な発音をする。
かぁでぃゃ"ぁん"すらぁよ
これはどういう風にするんだい？
かーか"ぁん"かか"ぁん"か
これはこう書くのか？
しゃーおらすらんじゃぁ
そりゃー俺は知らないよぉ
きゃーどもこもならんじゃ。おっちゃっとかっしゃい。
こりゃぁどうしようもこうしようもないよ。ほっとくことにしなさい。
しゃいろ。だからすられんゆーたにかよ。
そうでしょ。だからしたらだめって言ったじゃないか。

## 主な魚津弁
※他の地域と重なるものも含む
あい、あいよ、あいや
「なんて」、「あらら」、「あんな」
例：「あいおっとろっしゃ」＝「なんて恐ろしいんだ」
同じく、こい「こんな」、そい「そんな」も使用する。
例：「あいおっとこっしゃ」＝「なんて恐ろしいんだ」
あぃっちゃ
「あいつ」、「やおつ」、「やおちゃ」
あこ
「あそこ」
例：「あこから（あっから）来た」＝「あそこから来た」
あしゃあしゃ
「落ち着きがない様子」(この地域では「きときと」の類似語であり、ともに悪い意味で使用することが多い)
あせぐらしい
「落ち着きがない」、「せわしない」
あっつい
「あつい」(熱い、暑い、厚い)
あとなぜ（あとなで）
「(字の練習帳などで既に薄く書かれた部分の)跡をなぞること」、「書かれた(描かれた)通りになぞること」
あら
「あれは」
例：あら何け＝「あれは何なの？」
「こら」や「そら」を用いることは少なく、「これちゃ」や「それちゃ」を用いるのが自然である。
あるいたらく
「歩き回る」、「あっちへ行ったりこっちへ来たりする」
あんにゃ
「お前」、「あんた」
いかっしゃい、いかさい、いかっせ
行きなさい
いかった
「良かった」
いな
「貴様」
いつかって
「だって」、「まさか」
例：「いつかってそいことなかろ」＝「だってまさかそんなことないだろ」
うぉづ
「魚津」
うぞい
「(物などが)ぼろい」、「(服などが)ださい、古い、もう着れない様」
糸魚川、氷見、岐阜、北海道などでは「おぞい」を用いる地域がある。
うっそ
「嘘」
◯◯ど（れど）
◯◯けれど（るけれど）
例：「すれど」＝「するけれど」、「すらんねど」＝「しらないけれど」
うろ
裏側の土地や空間、表とは反対の場所、普段は行かないような狭い裏側の場所
おあとこ
「おいらのところ」、「私の家」
おいよ、おいね
「そうなんだよ」、「うん」、「おう」、「そうそう」
ニュアンス的には「おう、そうなんだよ」という意味合いである。また、「おいね」も用いる。
○○おうた
「会った」→「おうた」、「買った」→「こうた」
おかしい、おっかしい
「面白い」（変という意味はない）
おく
「よす」、「やめておく」
例：もう遅いしおかれ（おいとかれ）＝もう遅いしやめときな（やめておきなさい）
おちらし
「麦焦がし」（大麦の粉に水を加えた食べ物）
おつかかる
「よりかかる」
東日本や北日本の多くでは「おっかかる」が用いられる。
おっちる
落ちる
おっちゃる、ほっちゃる
「放る」（放っておく）
放置する意味が強く、捨てる意味ではあまり用いない。
おっとろしない(おっとろしい、おっとしい)
「怖い」、「恐ろしい」、「おっかない」
例：「おっとろしなや（おっとろっしゃ）」＝「なんて怖いのだろう」（「おっかなや」とも言う）
おもしい
「変」、「変わった」（面白いという意味はない）
おら、わたい
「私」、「俺」、「自分」
おらだ(おらだん)
「私達」、「俺達」、「我等」
富山県内の魚津以西では「おらっだ」や「おらっちゃ」を用いる地域もある。
おらち、おらとこ
「私の家」、「私のところ」
おる
「いる」
西日本方言の影響を受けている。
「おらん」（いない）も用いる。
おわわ
「ひいばあちゃん」、「曽祖母」、「おばば」
市内では「ば」行と「わ」行がしばしば入れ替わる。
おんなじ
「同じ」
か、かー、きゃ、きゃー
「これ」
が（鼻濁音）
「の」、「もの」
例：どいことなが？＝「どういうことなの？」、そうなが＝「そうなの」、誰のが？＝「誰のもの？」
　　又次の様な言葉も用いることがある。　「あるがか」→「あらか」、　「するのか」→「すらか」、「するがいけど」→「すらいけど」、「するんだろ」→「すらいろ」
かー
「鍬」
かー、かかー、かあちゃん
母さん
かいこと(かえこと)
「交換」
かいど
「家の外」
◯◯かす
「す」
例：ひやかす＝冷やす、ずらかす＝ずらす
「脅かす」（おどかす、おどろかす）は標準語と同じ
かたい子
「かわいい子」（小さい子に使う意で）
かたがる
「傾く」
かちゃかちゃ
(物などが散乱して)ぐじゃぐじゃ
かつける
「ぶつける」
カットバン
「絆創膏」
絆創膏とカットバンを併用している。バンドエイドやキズバンと言う人もいる。
かねこおり
「つらら」
がばがば(だばだば)
「だぶだぶ」、「ぶかぶか」
からすがい
「こむらがえし」
かろ
「でしょ」、「だろ」
例：いかろ＝いいでしょ、寒かろぉ＝寒いでしょう
がんぴ
模造紙
※アイヌ語の「カンピ」（紙）より来た説。雁皮紙が省略された説。
きかん、きっかん
「（人が）悪い」
例：きっかんもんが盗んだ＝「悪い人が盗んだ」
きゃー悪い
「気分が悪い」、「疲れる」、「体調がすぐれない」
気の毒な
そのまま「お気の毒に」という意味もあるが、「ありがとう」という意味もある。
例：「こんなにでかいとお土産、気の毒な」（こんなにたくさんのお土産、ありがとうね）
きんの
「昨日」
くじる
「ひっかく」
くったたる
「突き刺さる」
くどい
「（何度も）しつこい」、「（食べ物などが）飽きてくる」
け（○○けぇ、○○けね、○○かいね）
「○○なの？」、「○○なんだぁ」、「○○じゃないか」
栃木弁のように「～け？」（～だろうか？）のようにも使用する(質問をするとき使う。けの「ぇ」を上がり調子で読む) (例：そうけぇ？→本当にそうなの？)。
「け」は富山の影響であり、「けね」は新潟の影響である。
げっと
「最下位」、「びり」
他にも「けつ」、「げっとくそ」、「げったくそ」、「げっぽ」（越後方言）、「げべ」（加賀弁）などを用いる。
けなるい
「うらやましい」
◯◯けね
「◯◯しようか」、「◯◯じゃないか」、「◯◯ですよね」
例：「山が綺麗やなけね」（山は綺麗じゃないか）、「なったにけね」（なったじゃない）、「そろそろ行くけね」（そろそろ行こうか）
けやす
「消す」
こいちゃ、こいっちゃ
「こいつ」（同じく「そいつ」や「あいつ」として「そいっちゃ」、「あいっちゃ」も使用する。）
こちょわしい（こちょわす）、こちょがしい（こちょがす）、こちょばしい
「くすぐったい」（こちょこちょをする）
「こちょわしい」は主に魚津市東部以東の富山県、「こちょがしい」は主に魚津市西部以西の富山県で用いる。
富山県西部は「こちょがしい」、新潟県の一部や石川県の一部は「こちょばしい」、長野県松本地方は「こそばゆい」を用いる。
ごっそさん(ごっつぉさん)
「ごちそうさま」
こっちゃ（するこっちゃ）
◯◯こっちゃ
「◯◯るといいよ」
例：「するこっちゃ」＝「するといよ」
ごぼる
「（雪や泥などに）ずっぽりとはまってしまうこと」
こわい
「(食べ物などが)かたい」
こわくさい
「生意気」
こわす
「(お金を)くずす」、「両替する」
こんだ
「今度は」
さ、さー、しゃ、しゃー
「それ」「そう」
例：「さー何よ」＝「それは何？」、「しゃいろ」＝「そうなんだろ」、「しゃー何？」＝「それは何？」、「しゃいろ」＝「そうだろ」
ざい、ざいご
「地元」「土地」
例：「ざいのもん」＝「地元の人」
し
「ひ」の音が「し」になることがある。「ひっつく」→「しっつく」
江戸言葉との類似性がみられ、更に北日本のズーズー弁の影響で「し」が「す」となり、「しっつく」→「すっつく」となる。
しさん
「方（「～の人」という意味で）」
舌ベロ、舌ベラ
「舌」、「べろ」
してかかって
してしまって
シマダイ
「イシダイ(魚)」
じゃー
「よー」　（例：すらんじゃー＝しらんわー（しらないよーの意）。「ちゃー」と「じゃー」の区別は、どちらも否定的な使用の時に「ちゃー」は「別にいい」という感覚で、「じゃー」は「そんなことしなくてもいい」と少し強めに止めるニュアンスである。肯定的な意味で「じゃー」を使用するときは「◯◯だけどそれでもいいの？」というニュアンスや、「なんとこういうことなんだ」と強調するときにも使用する）
しゃーん
「そう」
例：しゃーんなら＝「そうなら」、しゃんか＝「そうなのか」
しゃーんけ(「しゃ」＝「さ」で用いる場合、また、「け」＝「けね」＝「かいね」で用いる場合がある。富山弁の「そいがぁけぇ」と同義語である)
しゃわ
「世の中」
○○じゃわ
「○○だか」、「○○とか」、「◯◯やら」
例：「したじゃわしとらんじゃわ言っとる」＝「しただかしてないだか言っている」
しょーからい(しょっからい、しおからい)
「しょっぱい」
市内では「からい」だけでは唐辛子などが「辛い」意味となる。
しょむない(しょんない)
「味が薄い」、「味がしない」
知らんだ（すらんだ）、知らなんだ、知ららんだ
「知らなかった」
しられ、すられ
「しなさい」
例：こられ＝きなさい、おかれ＝おきなさい、またれ＝まちなさい
「味気ない」、「味が薄い」
しられんぞ（しられんがいぞ）
「しないで（したらだめだぞ）」
す
「し」の音が「す」になることがある。「しらんけど」→「すらんねど」
「爺」→「ずず」
ずこ
頭
すっつく
ひっつく、張り付く
ずる
「ずり動く」
ぜ
「○○だねえ」、「○○だよ」など
例：「いいぜぇ」＝「いいねぇ」、「そうなんやぜ」＝「そうなんだよ」
石川県では「じ」を用いるため、富山県で「いいぜぇ」となるものが石川では「いいじぃ」となる。
せえん
「千円」
せっしゃい
「しなさい」
例：こっしゃい＝「来なさい」、いらっしゃい＝「いらっしゃい（標準語と同じ意味）」
せっしゃる
「なさる」
例：こっしゃる＝「こられる」、死(す)なっしゃる＝「亡くなられる」、いらっしゃる＝「いらっしゃる（標準語と同じ意味）」
せど
「家の裏」
せん(富山を始め、多くの地域で使用)
「しない」
ぜん
「お金」
せんなん(せんにゃならん)
「しなければならない」
せんにゃ
「しなければ」
例：せんにゃならん＝「しなければならない」、はよせんにゃ＝「早くしなければ」
ぞ
「よ」（例：しられんぞ＝したらだめだよ）
そい
「そんな」、「そういう」
例：そいことちゃないちゃ＝そんなことはないよ
そこたらじゅう
「そこらじゅう」
越後方言との類似性がみられる。
そしたら
「そうしたら」、「それじゃあ」
そんで
「それで」、「そして」
◯◯た、◯◯した
「◯◯しときな」、「◯◯とこう」、「◯◯よう」
例：「よしたよした」＝「やめとけやめとけ」
たちる、たてる（たちって、たてって）
「立つ（立って）」
例：ねんねがたてってあいぶ＝赤ちゃんが立って歩く
だっか
「誰か」
能登弁や加賀弁との類似性がみられる。
たってく
「（薄っぺらいものが）飛んでいく」
例：紙が風でたってってしまう＝紙が風で飛んでいってしまう
だらぼこ、だらぶつ、だらぼち
だら（バカ）よりも愛嬌ある表現。
谷(たん、だん)
谷(たに、だに)
例：金山谷＝かなんだん、布施谷＝ふせんたん、釜谷＝かまんたん、穴の谷＝あなんたん
◯◯ちゃ(接続語)
「◯◯は」
例：魚津ちゃどこながぁ＝魚津はどこなんだい？
◯◯ちゃ(語尾)
「◯◯よ(だよ)」、「◯◯わ(だわ)」
仙台弁、山口弁、北九州弁などとの類似性がみられる。
例：いっちゃ＝いいって、空は蒼いちゃ＝空は蒼いわ
ちゃべ
「おしゃべり」、「余計な事」
◯◯つが（◯◯やつが）
「◯◯だってばあ」（「◯◯だっつーの」）
ちゃっと、ちゃっちゃと
「早く」
ちょっぴし、ちょびっと、ちっと
「少し」、「ちょっと」
つべつべ
すべすべ、つるつる
つんつんかく
「正座する」。メディアによって「おちんちんかく」と解釈されたが、全くの間違いである。イントネーションは「つん↓ つん↑」である。
つんからつんから、つんからばんから、つんからかんから
「次から次と」
つんだってく
「ついていく」
○○ってかっとって
「○○っていうのに」、「○○にも関わらず」
例：しとってかっとって＝しているというのに
でかいと
沢山、いっぱい
できもん
「おでき、湿疹」
◯◯て
「◯◯くて」
例：「ひんどてなも」＝「しんどくて本当に」
てけない
「喉が渇く」(喉が渇いてだるい)
とっしょり
「年寄り」
◯◯とる（◯◯しとる、◯◯しておる）
「◯◯ている（◯◯している）」
な
「が」「よ」
例：「浜のもんな魚採る」＝「海辺の人が魚を採る」
　：「あるかもすれんな」＝「あるかもしれないよ（あるかもしれないわ）」
ない
「○○で仕方ない」、「○○でしょうがない」
例：邪魔ない＝邪魔で仕方がない、おっとろしない＝怖くて仕方ない
○○なけんならん、○○なけんにゃならん
「○○なければならない」
「それでなけんならん」＝「それでなければならない」
◯◯なち
「◯◯の家」
例：「ここなち」＝「ここの家」、「そこなち」＝「そこの家」、「あこなち」＝「あそこの家」
なも
「本当」「全く（もう）」
例：「えらてなも」＝「辛いよ本当に」
なん、なも
「いや」、「いいえ」、「違う」
例：「なーんおかれ」＝「いややめときなさい」、「なもなもそいがじゃないが」＝「いやいやそういうのじゃないの」
にーん
「いー」（歯を剥き出す様）
にか、ねか
「ないか」
例：「あるにか」＝「あるじゃないか」
～にかかる
「～にかける」
例：「○○しにかかる」＝「○○しかける」、「落ちにかかる」＝「落ちかける」
にまる、ねまる
(椅子ではなく床などに)「座る」　(椅子に座る場合は、「腰掛ける」を用いるが、最近では「座る」が主流である)
～にゃ
「～なければ」、「～と」
例：「せんにゃならん」＝「しなければならない」
ぬじる
「(手などについたものを、他のものに擦りつけるように)塗りつける」
呉東では「ぬじる」、氷見などでは「のじる」、石川では「にじる」と言う。
◯◯ねど
「◯◯だけれど」
例：「すらんねど」＝「知らないけれど」
のう
「（◯◯だ）なあ」
ば
「お前」、「あんた」
はいる
(テレビなどが)始まる、映る
はえぼぼ
「蝿」
ばか
「馬鹿」の意だが、イントネーションが異なる（アホと同じイントネーションであるが、アホは市内では使用しない。）
はぐる
「(蓋などを)開ける」、「めくる」
※例えば、プレゼントの箱を貰ったとすると、中身が見える状態にすること自体は「開ける」であるが、箱を開ける行為に対して「はぐる」を用いる。
ばめく
「わめく」
はよなと、はいなと
「はやく」
はろ
「ほらね」
はんがしい
「腹が立つ」「はがやしい」
ぱやぱや
「落ち着きがなく忙しなく、混乱している」
部落
純粋に「集落」、「町内会」の意味で使われる。北陸地方では江戸時代の被差別部落が風化しているので、差別的な意味合いが全く無い。「○○○部落の人や」などと普通に言われるので県外の人間は注意が必要である。
例：「あの人は○○○部落の人ながやと。」（あの人は○○○集落の人なんだってさ）
べと
「泥」
舌ベロ（舌ベラ）
舌、ベロ
ぼっぽ
「おんぶ」
ほっぽる
「放っておく」、「捨てる」
○○まいか
「しようよ」「しないかい」
例：○○にせんまいか＝○○にしようじゃないか　やらんまいか＝やろうじゃないか
市内では「しよまいか」や「しよまい」は使用しない。「せんまい”け”」になる場合もある。県西部や糸魚川では「しよまいけ」を用いる場合がる。
岐阜では「しよう」＝「しよまい」、「せんまい」＝「やめておこう」という意味になる。愛知県尾張地方では「しよみゃぁ」となる。
またいする
「しまう」
まっつり
「祭り」
富山県東部や北海道でも用いることがある。
まま
「ご飯」、「食事」
まめ
「元気」
まんまん
(手を合わせて仏壇などを)参ること。
例：まんまんする＝参る
みよい
「（人物が）美しい」
キテレツ大百科に登場する「みよちゃん」はこれに由来する。
めったくさい、めたこ
「みっともない」、「ぶっさいく」、「ブス」
もんに
「○○だもん」
例：したもんに＝したんだもん、知らんだもんに＝知らなかったんだもん
やこい
「やわらかい」
越後方言との類似性がみられる。
やっとかっと（やっとこっと）
「やっとの思いで」
やわしい
「散らかっている」、「(部屋などが)汚い」、「（場所・人などが）荒れている」
魚津以東の新川地区や糸魚川でも「やわしい」を用いるが、魚津以西では「わやく」や「ばやく」を用いることが多い。
長岡弁との類似性がみられる。
融雪パイプ
消雪パイプ
富山県内は、新潟寄りほど「消雪パイプ」、石川寄りほど「融雪装置」と言う人もいる。
雪囲い
「雪吊り」
全国的に言われている雪囲いの意味では用いられない。
雪すかし
「雪かき」
よぼる
「呼ぶ」
例：よぼってこい ＝ 呼んできなさい
例：しられんちゃ＝したらだめだって
◯◯られ（◯◯れ）
「○○して」「◯◯しなさい」
例：すられ（しられ）＝して、こられ＝来て、待たれ＝待って
○○られん
「○○たらだめ」
例：こられんちゃ＝「きたらだめだって」、されん＝「したらだめ」）
れ
「しろ」→「すれ」
ろ
「でしょ」、「だろ」
例：えらかったろ＝しんどかったでしょ、あったろ＝あったでしょ、あろぉ＝あるでしょ、したろ＝したでしょ
ちゃよ、わよ、つが
「○○だって」、「○○ってばぁ」、「○○っつーの」
例：すらんちゃよ＝知らないってばぁ、ないわよ＝無いっつーの、できんつが＝できないっつーの
○○ん
「○○ない」
知らん＝知らない、やらん＝やらない、おらん＝いない
んま
「馬」
その他
「◯◯サマ、◯◯サ、◯◯ドン」などは屋号で、地区内の階級別（古くからの土地や身分によるの階級）に用いられる（現在は身分は関係なく、当時の名残として高齢者が使用するのみである）。「ドン」は元からの古い家、「サ」は後から入ってきた家に付けられることが多い。
例：◯◯どんのうち＝◯◯さんの家

## 「から」の表現
市内では「○○だから」の「から」の表現が複数あり、地域、性別、年代、用途などで異なる。戦後生まれの多くは「から」のみの使用であるが、戦前生まれの方言には以下の言葉がみられる場合がる。使用頻度の多い順に挙げる。
のって（からいのって）
例「おらがするからいのってあんにゃは休んどらっしゃい。」＝「私がやることにするからあなたは休んでなさい。」
がで（ながで）
い（からい）
けに
けで
さからい
で
け（けん、けぇ、っけ）

## 魚津や新川で使用される言葉
上（うえ）、高(たか)
「山側」
下（した、しも）
「海側」
市内には海と山があり、市街地が海岸線と並行、又は海と山を結ぶ垂直の区画で構成されているため、上というと山側、下というと海側を差す。傾斜している地形に由来するため、東西南北とは一切関係ない。
例：もう１本上の道＝「もう１本山側の道」、もっと下やよ＝もっと海側だよ
現在でも多くの住民が使用し、道下、上中島・下中島、上野方・下野方、上村木・下村木と地名にも影響している。

## 新方言
日本海側の交通が交わり、東西南北の文化が交わる地域の１つのため、若者の間では新方言が成立している場合もある（ここでいう東は関東、西は関西、北は新潟以北、南は東海地方である）。
北海道系
ごみステーション：「ゴミ捨て場」の呼称。また、他の地域ではカラスや猫などからの被害を防ぐために金網などで囲われたボックスケージをごみステーションという。北海道などで用いる。
東北・富山系
入る：テレビ番組の放送が始まる、あるいは番組にある人物が登場することを指して使われる（「（番組名）が入る」=番組が始まる。「（人物名）が入る」=人物がテレビ番組に登場する 等）。青森県などで用いる。

## 主なイントネーション（アクセント・抑揚）
細かなイントネーションを表現するために、0～3の4段階で表現する。
（0：無音、1：低い音、3：高い音）

### 主な言葉
※標準語と同じイントネーションのワードの多くは省略。また小文字の発音は「っ」を除いて大文字とセットで1文字扱いとする（例：「しゃ」で1文字）。
あいの風
3 3 3 3 3
ありがとう
1 3 3 3 3
1 3 3 3 2
※他の地域の例として、東京「1 3 2 1 1」、名古屋「1 1 3 2 1」、大阪「1 1 1 3 2」などがある。
ある
3 1 （「あるよ」（3 1 1）、「あると思う」（3 1 1 1 3 1）など）
1 3 （「あるけど」（1 3 3 1）「あるはず」（1 3 3 3）など）
あき（秋）
3 1
あさ（朝）
1 3
あった
1 0 3
あとから
1 3 3 3
いえ（家）
1 3
いちご（苺）
3 2 1
いる
1 3
うしろ
1 3 3 （戦後生まれに多い）
3 2 1（戦前生まれに多い）
うち（家）
3 3 （「うちの」「うちとこ」など）
3 1 （「うち」「うちから」など）
うみ（海）
3 1
えき（駅）
3 1
※魚津駅の場合、戦後生まれの場合は大抵は「1 3 3 2 1 」となるが、戦前生まれの場合は「1 3 3 3 1」となる場合がある。同じく富山駅は「1 3 3 3 1 」の様になる。
おに（鬼）
3 1
おる
1 3 （「おることに」「おるから」など）
3 3 （「おるはず」「おることに」「おるから」など）
3 1 （「おると思う」「おるから」など）
おーらん（いないの意味）
3 3 3 1
かわ（川）
1 3
きょう（今日）
3   3
くま（熊）
1 3
さか（坂）
1 3
しし（獅子）
3 1
したら
1 3 1
じめん（地面）
1 3 1
1 3 3
しゃしょう（車掌）
1 3 3
しゃちょう（社長）
1 3 3
しらんけど（知らんけど）、すらんねど
1 3 3 2 1
しんめはん、しんめさん（神明さん：神明神社の意味）
1 1 3 3 3
する
1 3 （「するはず」「することに」など）
3 1 （「すると思う」「するしかない」など）
せんせい（先生）
3 3 3 1
そら（空）
1 3
たてもん
1 3 3 2
だれ（誰）
1 3
でんしゃ（電車）
3 3 1
どうして
3 3 2 1
どこ
1 3
とんでく（「飛んでいく」や「急いでいく」の意味）
3 3 2 1
ない（無い）
3 1 （「無いよ」「無いと思う」「無いって」など）
3 3 （「無いから」「無いはず」「無いがなら」など）
なか（中）
1 3
なかった
1 3 0 1
なし（梨）
1 3 （東の方の地域程多い）
3 3 （「梨の～」など、話し言葉に多い）
3 1 （西の方の地域程多い）
なつ（夏）
3 1
なんで
3 3 3
ねこ
1 3
ねぶた、ねぷた
1 3 3
はし（橋）
3 1
はし（箸）
1 3
はし（端）
1 3
3 3
ばつ（✕）
3 1
バナナ
1 3 1
1 3 3
はやく（早く、速く）
1 3 1
はる（春）
3 1
ぶどう（葡萄）
1 3 3
ふね（船、舟）
1 3
ふゆ（冬）
1 3
ふろ
1 3
まだ
1 3
まって（待って）
1 0 3
まる（○）
3 1
まわり（周り）
1 3 3
みかん（蜜柑）
1 3 1
みず（水）
1 3
みち（道）
1 3
もも（桃）
1 3
やった
1 0 3
やま（山）
1 3
よかった、いかった
1 3 0 1
りんご（林檎）
3 3 1

### 地名・地勢
あいもと（愛本）
3 3 3 3
あさひ（朝日）
1 3 1
あなんたん（穴の谷）
1 3 3 3 3
いくじ（生地）
1 3 1
いしかわ（石川）
1 1 3 3
いしだ（石田）
1 3 3
いといがわ（糸魚川）
1 3 3 2 1
いわせ（岩瀬）
1 3 1 （東の方の地域程多い）
1 3 3 （西の方の地域程多い）
いわて（岩手）
1 3 1
うおづ（魚津）
1 3 1
※元々の地名が「小戸」（をど）や「小津」（をづ）と呼ばれたことに由来すると考えられる。古来「を」は「うぉ」と発音した。
うなづき（宇奈月）
1 3 3 3
えぐち（江口）
1 3 1
おうみ（青海）
3 3 1
おおまち（大町）
3 3 2 1
おおやま（大山）
3 3 3 3
おぎゅう（荻生）
1 3 1
おやしらず（親不知）
1 3 1 1 1
1 3 3 3 1
1 3 3 2 1
かが（加賀）
1 3
かづみ（加積）
1 3 1
かたかい（片貝）
1 3 3 1
かたかいがわ（片貝川）
1 3 3 3 2 1
かどかわ、かどがわ（角川）
1 3 2 1
かなざわ（金沢）
1 3 2 1 （戦後生まれに多い）
1 3 3 3 （戦前生まれに多い）
かみいち（上市）
1 3 2 1
かみのかた（上野方）
1 3 3 2 1
きそ（木曽）
1 3
きたおにえ（北鬼江）
1 3 3 3 2 （戦後生まれに多い）
1 3 3 3 3 （戦前生まれに多い）
かなんだん（金山谷）
1 3 3 3 3
きちじま（吉島）
1 3 2 1 （戦後生まれに多い）
1 3 3 3 （戦前生まれに多い）
きょうでん（経田）
2   2 2 2
ぎふ（岐阜）
1 3
くれは（呉羽）
1 3 1 （東の方の地域程多い）
1 3 3 （西の方の地域程多い）
くろべ（黒部）
1 3 1
「クルペッ」というアイヌ語が変化したことが由来という説がある。
くろべがわ（黒部川）
1 3 3 2 1
けかち（毛勝）
1 3 1
さくらい（桜井）
1 3 3 1
さど（佐渡）
1 3
しゃかどう（釈迦堂）
1   3 3 3
じょうえつ（上越）
3   3 2 1
しょうがわ（庄川）
3 3 3 3
じょうがんじがわ（常願寺川）
3   3 3 3 3 2 1
しまね（島根）
1 3 1
しんかなや（新金屋）
3 3 3 3 1
しんじょう（新庄）
3 3 2 1 （東の方の地域程多い）
3 3 3 3 （西の方の地域程多い）
じんずうがわ（神通川）
3 3 3 3 2 1
しんみなと（新湊）
3 3 3 3 1 （3 3 3 2 1とはならない）
しんやしき（新屋敷）
3 3 2 1 1
すみよし（住吉）
3 2 1 1
すわ（諏訪）
1 3
※「諏訪の」と言う場合は「1 3 1」となり、諏訪周辺と同様になる。
すんばま（新浜）
1 1 3 3
だいそうどう（大騒動：大変の意味）
3 3 2 2 1 1
たかおか（高岡）
1 3 2 1 （戦後生まれに多い）
1 3 3 3 （戦前生まれに多い）
たかばたけ（高畠）
1 3 3 3 3
たかやま（高山）
1 3 2 1 （戦後生まれに多い）
1 3 3 3 （戦前生まれに多い）
たてやま（立山）
1 3 3 3
てんじん（天神）
1 1 3 3
3 3 3 3
とうきょう（東京）
3 3 3 3
となみ（砺波）
1 3 1
とまり（泊）
1 3 3
とやま（富山）
1 3 3
ながおか（長岡）
1 3 2 1
※長岡周辺の様に「1 3 3 3」とはならない。
ながの（長野）
1 3 1 （全体的に多い）
1 3 3 （東の方の地域程多い）
なごや（名古屋）
1 3 1
なめりかわ（滑川）
1 3 3 3 3
にいかわ（新川）
3 3 3 3
にいがた（新潟）
3 3 3 3
にゅうぜん（入善）
3 3 3 1
のと（能登）
1 3
はやつき（早月）
1 3 3 3
はやつきがわ（早月川）
1 3 3 3 2 1
ひだ（飛騨）
1 3
ふせ（布施）
1 3
ふせがわ（布施川）
1 3 3 3
ふせんたん（布施谷）
1 3 3 3 3
ふちゅう（婦中）
1 3   1
ぶつでん（仏田）
3 2 1 1
ふなみ（舟見）
1 3 1
ふなはし（舟橋）
1 3 2 1
へんだ、（蛇田）
1 1 3
まえざわ（前沢）
3 3 2 1
まつくら（松倉）
1 1 3 3
1 1 3 2
1 3 2 1
まつもと（松本）
1 3 3 3
※「松本の」と言う場合は「1 3 3 3 3」となり、松本周辺の様に「1 3 3 3 1」とはならない。
みずはし（水橋）
3 2 1 1
みちした（道下）
1 3 3 3
みっかいち（三日市）
1 0 3 2 1
みやぎ（宮城）
1 3 1
みやざき（宮崎：朝日町の地名）
1 3 3 3
むらき（村木）
1 3 3

## 伸ばす音の表現
いっぱい→「いっぱーい」
寒い→「さーむい」「さむーい」
したい→「したーい」

## 地名
- 新川地区周辺には大和言葉では説明が困難な地名がいくつかあり、アイヌ語由来との説がある[要出典]。
- 「谷」を「たん」と読む場合がある。古くは「や」と呼んだが、読みが残ったものは「屋」の字に置き換えられるなどして、谷の字を残すものは大抵が「たん」と発音するようになった。戦後になり「たに」と共通語に改められた。